# Father Christmas

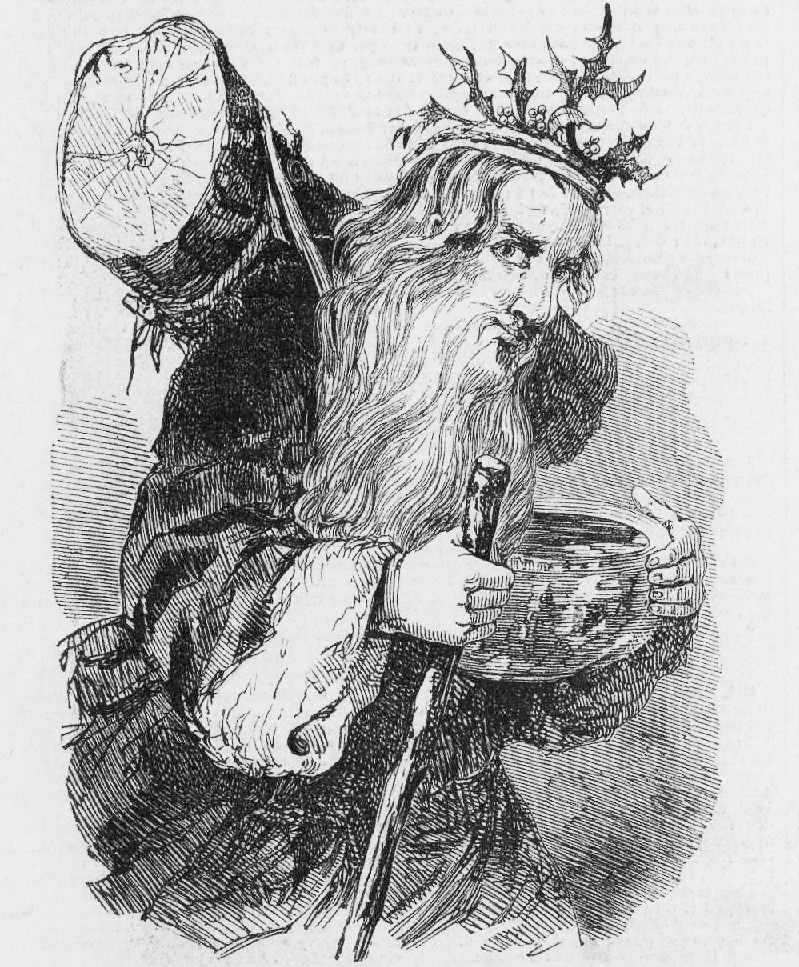
Father Christmas illustrato da Alfred Henry Forrester (23 dicembre 1848)

Father Christmas è un personaggio del folclore natalizio britannico: originariamente una personificazione del Natale associata ai festeggiamenti e alla baldoria, questa figura è menzionata sin dal XV secolo e soltanto a partire dalla fine del XIX secolo è stata assimilata al portatore di doni americano Santa Claus.

## Storia

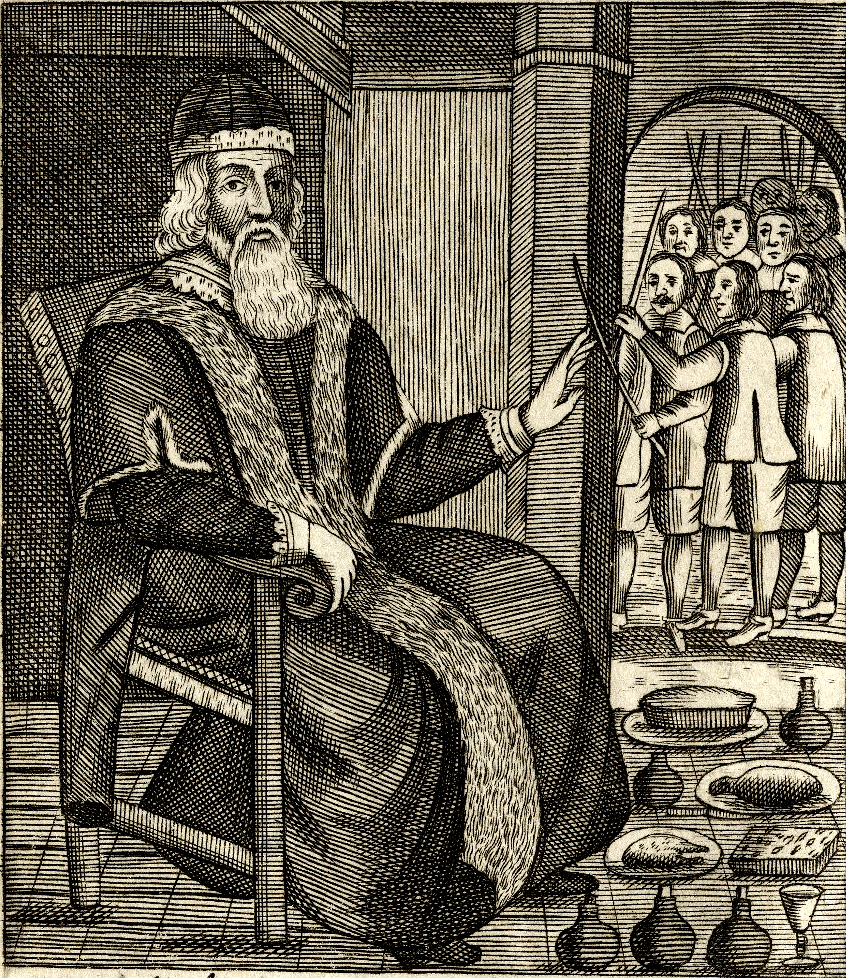
Illustrazione di Father Christmas in The Examination and Tryal of Father Christmas di Josiah King

### Ipotesi sulle origini
Gli studiosi del folclore hanno paragonato questa figura a personaggi mitologici come Saturno, Nettuno e Odino.

### XV-XVII secolo
La prima attestazione di una figura riconducibile a Father Christmas, ovvero ad una personificazione del Natale, si ha in una poesia del XV secolo attribuita a Richard Smart, rettore a Plymtree, nel Devon, che cita un dialogo tra un gruppo di persone con Sir Christëmas:
Nowell, Nowell, Nowell, Nowell,

’Who is there that singeth so?’

’I am here, Sir Christëmas.’

’Welcome, my lord Christëmas,

Welcome to us all, both more and less

Come near, Nowell!
La figura compare anche nel XVI secolo, in alcuni scritti che si opponevano alle proibizioni puritane dei festeggiamenti natalizi. Si hanno poi notizie delle sfilate di York, in cui una persona che simboleggiava il Natale e che portava carne e torte, mentre in epoca Tudor e Stuart si parla di "Captain Christmas", "The Christmas Lord" o "Prince Christmas".

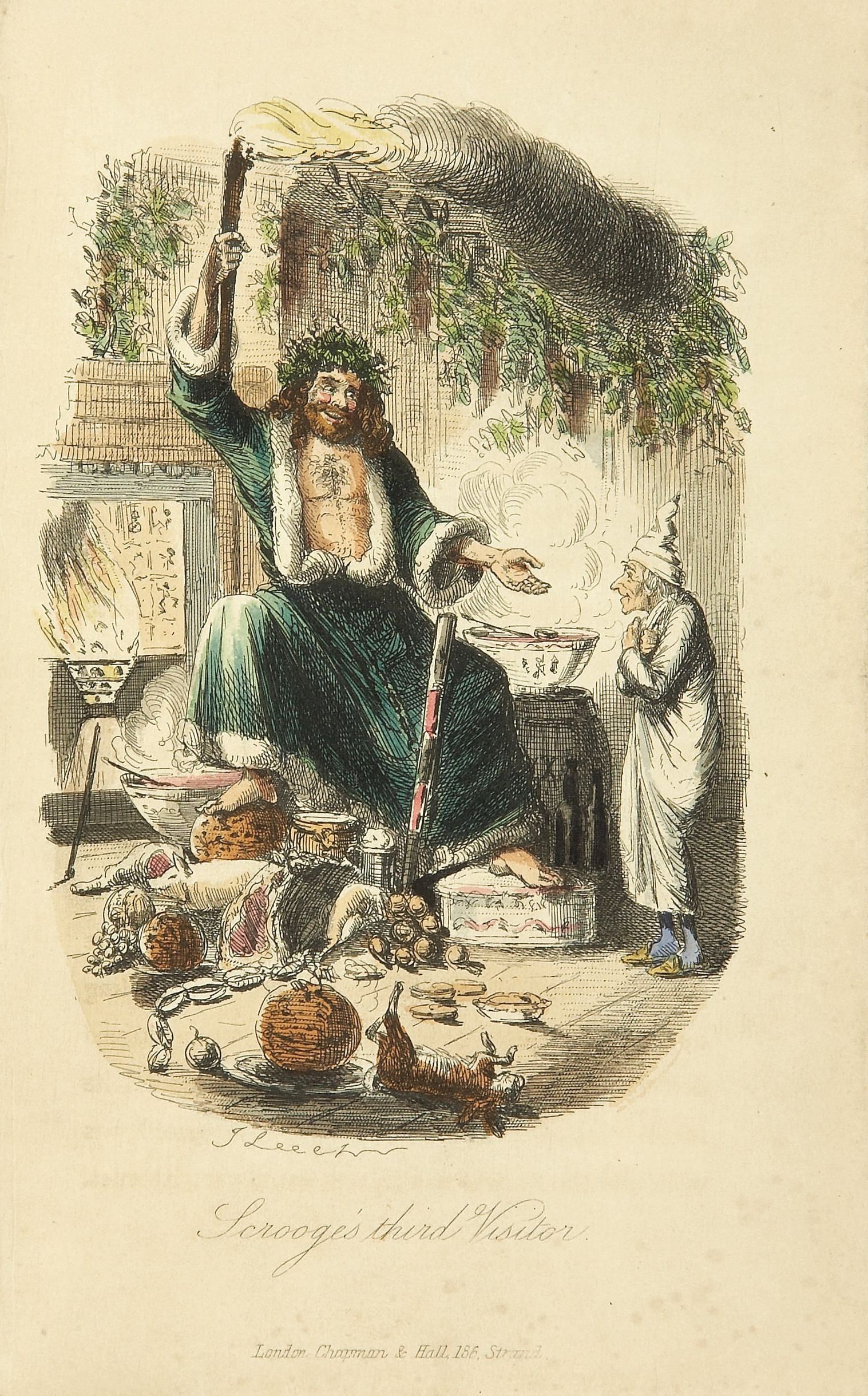
Illustrazione di Father Christmas nel Canto di Natale di Charles Dickens

Nel 1616, Father Christmas è il protagonista dell'opera teatrale di Ben Jonson Christmas, His Masque: rappresentata alla corte di re Giacomo I d'Inghilterra, l'opera si proponeva di favorire la riscoperta delle tradizioni natalizie inglesi in opposizione alle proibizioni puritane.  In quest'opera, Father Christmas viene descritto come una persona con la barba lunga, un cappello coronato, scarpe bianche, un randello e un tamburo.
Immagini successive di Father Christmas, lo raffigurano come un uomo più robusto e con un cappello più rotondo.
Father Christmas è citato in seguito in un masque di Thomas Nabble del 1638 e in alcuni pamphlet contro la proibizione puritana delle tradizioni natalizie inglesi, quali An Hue and Cry after Christmas (1645) e The Examination and Tryall of Old Father Christmas (1658).

### XIX secolo

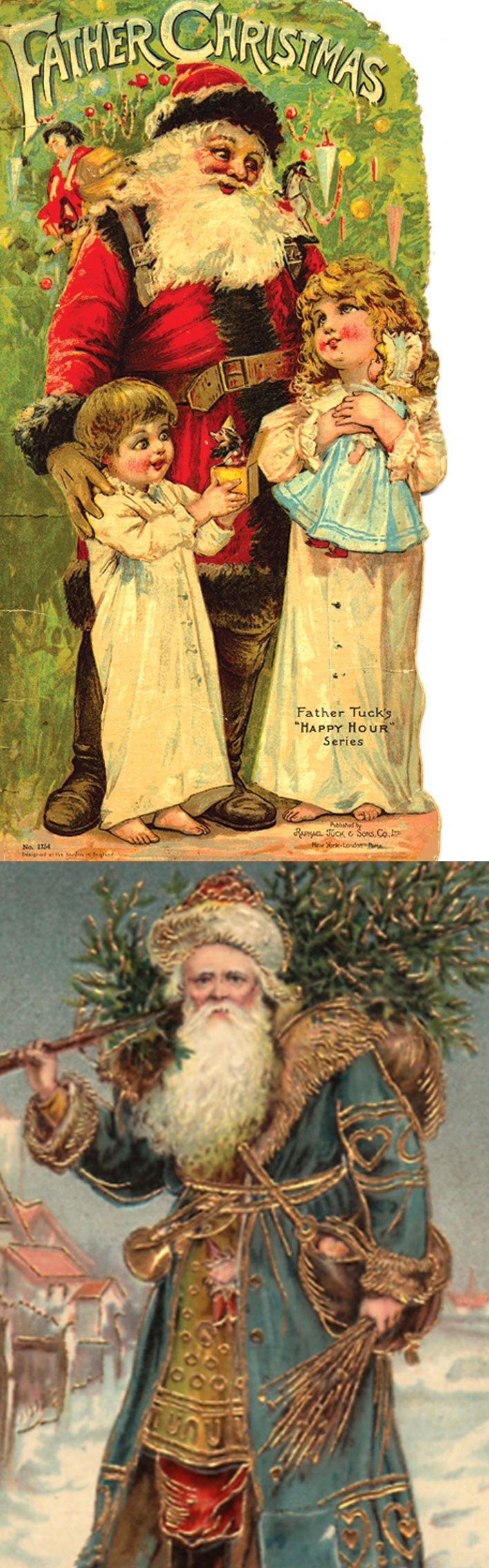
Illustrazioni vittoriane di Father Christmas

In seguito alla riscoperta del Natale tradizionale, in epoca vittoriana, Father Christmas compare stabilmente in varie illustrazioni.
Queste raffigurazioni di Father Christmas discostano però molto dalla precedenti.: il giornale London Illustrated News degli anni quaranta lo mostra come una figura in abito elisabettiano, mentre afferra un tankard contenente del vino adornato con dell'agrifoglio oppure come una magra che reca un wassail e un ceppo di Natale.
Una celebre descrizione di Father Christmas è poi fornita nel Canto di Natale di Charles Dickens del 1843, dove appare come lo spirito del Natale Presente e nelle illustrazioni di John Leech è raffigurato come un uomo grasso, che indossa un abito in pelliccia e porta in testa un ramo d'agrifoglio.
Infine, a partire dalla fine degli anni settanta del XIX secolo, Father Chritmas diventa un portatore di doni per i bambini, venendo di fatto associato a Santa Claus.

## Father Christmas nella cultura di massa

### Letteratura
- Father Christmas è un libro illustrato, scritto nel 1973 da Raymond Briggs[7]

### Musica
- I Believe in Father Christmas è un brano musicale rock, inciso nel 1975 da Greg Lake [8]
- Father Christmas è un brano musicale pop-rock, inciso nel 1977 dal gruppo musicale britannico The Kinks e di cui sono state fatte della cover da altri artisti[9]
- Father Christmas è un brano inciso nel 2015 dal gruppo musicale Pop Noir e pubblicato come singolo[10]

### Cinema
- Father Christmas è un film d'animazione del 1991, basato sull'omonimo libro di Raymond Briggs [11]
- Father Christmas è un cortometraggio del 2014 diretto da Blake Gearheard[12]